# Шарский, Андрей Никитич
Андре́й Ники́тич Ша́рский (Селива́нов) (25 октября 1902, Шишовка, Бобровский уезд, Воронежская губерния, Российская империя ― 25 мая 1978, Йошкар-Ола, Марийская АССР, РСФСР, СССР) ― советский актёр театра. Актёр Республиканского русского драматического театра Марийской АССР (1950―1978). Заслуженный артист РСФСР (1960). Заслуженный артист Марийской АССР (1952).

## Биография
Родился 25 октября 1902 года в деревне Шишовка ныне Бобровского района Воронежской области в крестьянской семье.
С 14 лет проживал у брата в Средней Азии. В 1922 году окончил драматическую студию в Фергане.
На протяжении нескольких лет играл на сценах театров Украины, затем ― в Томске, Ижевске, Новосибирске и других городах СССР.
В 1950 году попал в труппу Русского драматического театра Марийской АССР в г. Йошкар-Оле, где проработал вплоть до последних дней своей жизни.
В 1952 году ему присвоено звание «Заслуженный артист Марийской АССР», в 1960 году ― почётное звание «Заслуженный артист РСФСР». Награждён несколькими медалями и Почётной грамотой Президиума Верховного Совета Марийской АССР.
Был женат, супруга — народная артистка Марийской АССР И. Л. Гончарова.
Скончался 25 мая 1978 года в Йошкар-Оле. Похоронен на Туруновском кладбище Йошкар-Олы. 

## Основные роли
Далее представлен список основных ролей А. Н. Шарского:
- Ленин («Вечный источник», Д. Зорин, «Именем революции», М. Шатров)
- Хлестаков («Ревизор», Н. Гоголь)
- Лука («На дне», М. Горький)

## Признание
- Заслуженный артист РСФСР (28 декабря 1960)[1][2]
- Заслуженный артист Марийской АССР (1952)[1][2]
- Медаль «За доблестный труд в Великой Отечественной войне 1941—1945 гг.» (1946)[1][2]
- Почётная грамота Президиума Верховного Совета Марийской АССР (1954)[1][2]